# Hampton Morris
Hampton Miller Morris, né le 17 février 2004, est un haltérophile américain.

## Biographie
Hampton Miller Morris, né le 17 février 2004, remporte la médaille de bronze dans la catégorie des moins de 61 kg lors des Jeux olympiques d'été de 2024.